# Wet geneeskundige hulpverlening bij ongevallen en rampen
De Wet geneeskundige hulpverlening bij ongevallen en rampen was een Nederlandse wet die vastgesteld werd in 1991 en op 1 oktober 2010 werd ingetrokken toen de Wet veiligheidsregio's in werking trad. Doel was een regeling te treffen met betrekking tot de organisatie en uitvoering van de geneeskundige hulpverlening bij rampen alsmede de voorbereiding daarop.

## Uitvoering door gemeenten
Het college van burgemeester en wethouders zorgt voor de geneeskundige hulpverlening en de voorbereiding daarop. Dit geldt in het bijzonder voor zorg afspraken, die nodig zijn voor een doelmatige geneeskundige hulpverlening.
De colleges van de gemeenten, die door de verdeling uit de Brandweerwet behoren tot één veiligheidsregio, treffen een gemeenschappelijke regeling voor een doelmatige en gecoördineerde geneeskundige hulpverlening.
Als een burgemeester bij een ramp of een zwaar ongeval of van ernstige vrees voor het ontstaan daarvan onvoldoende bijstand krijgt van de gemeenschappelijke regeling waaraan de gemeente deelneemt, richt hij een bijstandsverzoek aan de commissaris van de Koningin.
De Wghor is in oktober 2010 vervallen en vervangen door de Wet veiligheidsregio's (Wvr). De nieuwe wet vervangt de Brandweerwet 1985, de Wet geneeskundige hulpverlening bij ongevallen en rampen (Wghor) en de Wet rampen en zware ongevallen (Wrzo). In de wet zijn onder meer de bestuurlijke inbedding en de basisvereisten voor de organisatie van de hulpverleningsdiensten opgenomen, welke taken het bestuur van een veiligheidsregio heeft en wat de minimumeisen zijn voor hulpverleners als de regionale brandweer en geneeskundige diensten en het materieel dat ze gebruiken.

## Uitvoering door de GHOR's
Er wordt via de gemeenschappelijke regeling een openbaar lichaam ingesteld genaamd Geneeskundige Hulpverlening bij Ongevallen en Rampen (GHOR). Dat lichaam heeft de volgende taken:
- het zorgen voor een Centrale Post Ambulancevervoer (CPA)
- het vaststellen van de taken van de deelnemende gemeentelijke gezondheidsdiensten (GGD's) voor de geneeskundige hulpverlening en de realisering daarvan
- het zorgen voor een organisatorische samenwerking voor geneeskundige hulpverlening
- het zorgen voor onderlinge bijstand
- het benoemen, schorsen en ontslaan van de regionaal geneeskundig functionaris
- het vaststellen van een organisatieplan.

## Kosten en middelen
Voor de kosten die gemeentelijke gezondheidsdiensten, de organisatorische samenwerking, ziekenhuizen en centrale posten ambulancevervoer maken voor de geneeskundige hulpverlening in geval van buitengewone omstandigheden en de voorbereiding daarop verstrekt het Rijk aan de GHOR's een bijdrage.